# David Hare (Künstler)
David Hare (* 10. März 1917 in New York; † 21. Dezember 1992 in Jackson, Wyoming) war ein amerikanischer Maler und Bildhauer des Surrealismus sowie Fotograf. Hare war ebenfalls ein Vertreter der amerikanischen Kunstrichtung des Abstrakten Expressionismus.

## Leben und Werk
David Hare war der Sohn von Meredith Hare, einem Rechtsanwalt, seine Mutter war Elizabeth Sage Goodwin, als Kunstsammlerin unterstützte sie 1913 die Armory Show.
Von 1936 bis 1937 studierte Hare Biologie und Chemie am Bard College in Annandale-on-Hudson, New York. Nach der Ausbildung zog er nach Roxbury in Connecticut und begann, mit Farbfotografien zu arbeiten. In Roxbury traf er Künstler wie seine Nachbarn Alexander Calder und Arshile Gorky sowie Yves Tanguy, der mit Hares Cousine Kay Sage verheiratet war. 1940 machte er für Clark Wissler vom American Museum of Natural History Porträtaufnahmen von Pueblo-Indianern in New Mexico im Südwesten der Vereinigten Staaten. 1940 eröffnete er in New York ein Studio für Fotografie; im selben Jahr widmete ihm die Julien Levy Gallery eine Einzelausstellung.
Im Jahr 1941 traf David Hare auf André Breton, der aus Frankreich nach New York emigriert war. Breton plante mit der Hilfe von Marcel Duchamp und Max Ernst die Veröffentlichung eines surrealistischen Magazins. David Hare wurde Herausgeber von VVV von 1942 bis 1944. In dieser Zeit begann er als Autodidakt mit der Arbeit an surrealistischen Skulpturen. Die zweite Frau André Bretons, Jacqueline Lamba, trennte sich 1942 nach einer Affäre mit Hare von ihrem Ehemann; die Hochzeit mit David Hare fand im Jahr 1946 statt.
Ab 1943 bis 1947 zeigte die Galeristin und Kunstsammlerin Peggy Guggenheim neben Hares Werken in ihrer Galerie Art of This Century Arbeiten von Jackson Pollock, Hans Hofmann, William Baziotes, Mark Rothko, Robert Motherwell, Clyfford Still und anderen.
1948 war Hare zusammen mit Baziotes, Motherwell und Rothko Gründungsmitglied der „The Subjects of the Artist School“ in New York. In diesem Jahr reiste er nach Paris und traf dort Balthus, Victor Brauner, Alberto Giacometti und Pablo Picasso. 1953 kehrte er nach New York zurück, verbrachte aber erneut die nächsten beiden Sommer in Paris.
In den späten 1950er-Jahren wandte sich Hare der Malerei zu, seine mythologischen Motive entsprachen der Richtung des Surrealismus und des Abstrakten Expressionismus, die er auch später beibehielt, als sich andere Kunstformen entwickelt hatten. David Hare lehrte unter anderem am Maryland Institute of Art in Baltimore, das ihn 1969 zum Ehrendoktor ernannte, und an der New York Studio School.
Hares erste drei Ehen endeten mit Scheidung. 1991 heiratete er in vierter Ehe Therry Frey. Wenig später starb er an den Folgen eines Aneurysmas.
David Hares Werke werden in vielen namhaften Museen ausgestellt.